# Ostra jazda (film 2000)
Ostra jazda (Road Trip) – amerykański film komediowy z 2000 roku.

## Opis fabuły
Po ukończeniu szkoły średniej, Josh wraz ze swoją dziewczyną Tiffany stają przed trudnym wyzwaniem – związkiem na odległość. Mają studiować w oddalonych od siebie o 1800 mil miastach. W niedługim czasie po rozstaniu Josh myśli że Tiffany nie chce już z nim być. Chłopak i poznana na imprezie dziewczyna, zakochana w nim Beth spędzają razem noc i nagrywają to na wideo. Duży wpływ ma na to również postawa jego przyjaciela E.L.'a. Przez pomyłkę, Josh wysyła swojej dziewczynie kasetę z nagraniem z nocy z Beth. Odkrywa swoją pomyłkę w momencie, gdy chce pokazać ten film swoim kolegom, więc aby zapobiec dostaniu się kasety w ręce Tiffany, wyrusza z kolegami w daleką podróż z Ithaca w stanie Nowy Jork do Austin w Teksasie. Po drodze bohaterowie przeżywają różne przygody. Ostatecznie, okazuje się, iż na kompromitującej kasecie nagrał się kolega Josha – Barry. Mimo tego Tiffany rozstaje się ze swoim chłopakiem, który wraca do Beth.

## Obsada
- Breckin Meyer – Josh
- Seann William Scott – E. L.
- Amy Smart – Beth
- Paulo Costanzo – Rubin
- DJ Qualls – Kyle
- Rachel Blanchard – Tiffany
- Anthony Rapp – Jacob
- Fred Ward – Earl Edwards
- Tom Green – Barry